# Оськин, Анатолий Дмитриевич (биатлонист)
Анатолий Дмитриевич Оськин (11 марта 1989, Петропавловск-Камчатский) — российский и румынский биатлонист. Мастер спорта России.

## Биография
Воспитанник камчатского биатлона. На взрослом уровне представляет Камчатский край, также в разные годы представлял параллельным зачётом Санкт-Петербург, Краснодарский край (г. Сочи) и Московскую область. Тренеры — Баранова Л. А., Баженова И. В.
На юниорском и молодёжном уровне неоднократно был победителем и призёром первенств России (2007—2009), призёром Всероссийской Универсиады (2012)[уточнить], победителем соревнований Дальневосточного федерального округа. Участник зимнего европейского юношеского Олимпийского фестиваля (Хака, Испания, 2007).
На взрослом уровне в составе сборной России — участник чемпионата мира по летнему биатлону 2013 года в Форни-Авольтри, где занял 10-е место в спринте и 11-е — в гонке преследования. В зимнем биатлоне в 2013 году участвовал в составе резервной сборной России в региональном Кубке IBU.
Регулярно участвует в стартах чемпионата и Кубка России по биатлону, однако на пьедестал не попадал.
Окончил МГАКХиС (2012).
23 августа 2020 года стало известно, что Оськин, наряду с Еленой Чирковой и Анастасией Толмачёвой, будет представлять Румынию. Дебютировал на чемпионате мира 2021 года в составе сборной Румынии. В эстафете сборная Румынии (Оськин бежал на третьем этапе) заняла 14-е место, значительно улучшив свой результат 2020 года, когда команда была 23-й.